# Allochthonius coreanus
Allochthonius coreanus är en spindeldjursart som beskrevs av Kuniyasu Morikawa 1970. Allochthonius coreanus ingår i släktet Allochthonius och familjen käkklokrypare. Inga underarter finns listade i Catalogue of Life.